# Smash Mouth (альбом)
Smash Mouth — третий альбом группы Smash Mouth, выпущенный в конце 2001 года.

## Об альбоме
Smash Mouth был записан, вместе с новым барабанщиком Майклом Урбано. Выход альбома был отсрочен, из-за смерти сына вокалиста Стива Харвелла.
Группа из Сан-Хосе проводила выборы на своём сайте, по поводу названия третьего альбома в 2000 году. В результате выиграло, одноимённое название — Smash Mouth.

## Список композиций
1. "Holiday In My Head" — 2:41
2. "Your Man" — 3:36
3. "Pacific Coast Party" — 2:59
4. "She Turns Me On" — 3:12
5. "Sister Psychic" — 3:17
6. "Out Of Sight" — 2:57
7. "Force Field" — 3:49
8. "Shoes 'N' Hats" — 2:49
9. "Hold You High" — 3:01
10. "The In Set" — 3:42
11. "Disenchanted" — 4:16
12. "Keep It Down" — 5:31
13. "I'm a Believer" — 3:03

Бонус треки на японском издании альбома:
14. "All Star" — 3:21
15. "Walkin' On The Sun" — 3:28
16. "Pacific Coast Party (Olav Basoski Remix)" — 7:58
Бонус треки на австралийском издании альбома:
14. "All Star" — 3:22
15. "Can't Get Enough Of You Baby" — 2:30

## Позиции синглов
| Год  | Песня               | Высшая позиция в чарте | Высшая позиция в чарте | Высшая позиция в чарте | Высшая позиция в чарте | Высшая позиция в чарте | Альбом      |
| Год  | Песня               | US Hot 100             | US Modern Rock         | US Top 40 Mainstream   | US Adult Top 40        | US Dance               | Альбом      |
| ---- | ------------------- | ---------------------- | ---------------------- | ---------------------- | ---------------------- | ---------------------- | ----------- |
| 2001 | I'm a Believer      | 25                     | -                      | 15                     | 4                      | -                      | Smash Mouth |
| 2001 | Pacific Coast Party | 114                    | -                      | 37                     | -                      | 20                     | Smash Mouth |

## Участники записи
- Стив Харвелл — вокал
- Грег Камп — гитара, автор песен
- Пол Де Лисл — бас-гитара
- Майкл Урбано — барабаны